# 24 Heures du Mans 2015
Navigation
Édition précédente Édition suivante
Les 24 Heures du Mans 2015 sont la 83e édition de l'épreuve, la 3e manche du calendrier du Championnat du monde d'endurance FIA 2015 et se déroulent les samedi 13 et dimanche 14 juin 2015 sur le circuit de la Sarthe.

## Engagés
Après le grand retour au Mans et en endurance de Porsche, c'est au tour de Nissan de devenir le quatrième constructeur qui pourra rivaliser avec les géants Audi, Toyota et Porsche. Le Nissan Motorsport a développé un véhicule avec un système hybride obligatoire pour un constructeur officiel. Elle sera officiellement présentée lors de la finale du Super Bowl le 1er février 2015. Nissan a annoncé que trois voitures seront engagées, tout comme Porsche et Audi. Seul Toyota engagera deux voitures, pour des raisons économiques.

### Invités
Invitations automatiques
Des invitations automatiques sont distribuées aux équipes récompensées lors de la saison 2014 dans les compétitions associées aux 24 Heures du Mans. Une écurie ne peut cumuler plus de deux invitations,.
| Championnat                                    | LMP1                  | LMP2                | LMGTE Pro | LMGTE Am            |
| ---------------------------------------------- | --------------------- | ------------------- | --------- | ------------------- |
| 1er 24 Heures du Mans 2014                     | Audi Sport Team Joest | Jota Sport          | AF Corse  | Aston Martin Racing |
| 1er European Le Mans Series 2014               |                       | Signatech Alpine    |           | SMP Racing          |
| 2e European Le Mans Series 2014                |                       |                     |           | AF Corse            |
| 1er catégorie GTC European Le Mans Series 2014 |                       |                     |           | SMP Racing          |
| 1er United SportsCar Championship 2014         |                       | Wayne Taylor Racing |           | Scuderia Corsa      |
| 1er Asian Le Mans Series 2014                  |                       | OAK Racing          |           | Team AAI            |
| 2e Asian Le Mans Series 2014                   |                       |                     |           | Team AAI            |

56e stand
Le comité de sélection de l'Automobile Club de l'Ouest n'a retenu aucune candidature au stand 56 pour la 83e édition des 24 Heures du Mans, expliquant que les projets n'étaient pas assez innovants par rapport à la catégorie LMP1.

### Liste officielle
- Championnat du monde d'endurance FIA
- European Le Mans Series
- United SportsCar Championship

Italique : pilotes non confirmés mais annoncés dans les championnats annexes (ELMS et WEC)
| 1         |  | Toyota Gazoo Racing       | Toyota TS040 Hybrid       | M | Anthony Davidson     | Sébastien Buemi         | Kazuki Nakajima          |
| 2         |  | Toyota Gazoo Racing       | Toyota TS040 Hybrid       | M | Alexander Wurz       | Stéphane Sarrazin       | Mike Conway              |
| 4         |  | ByKolles Racing           | CLM P1/01-AER             | M | Simon Trummer        | Pierre Kaffer           | Tiago Monteiro           |
| 7         |  | Audi Sport Team Joest     | Audi R18 e-tron quattro   | M | Marcel Fässler       | André Lotterer          | Benoît Tréluyer          |
| 8         |  | Audi Sport Team Joest     | Audi R18 e-tron quattro   | M | Lucas di Grassi      | Loïc Duval              | Oliver Jarvis            |
| 9         |  | Audi Sport Team Joest     | Audi R18 e-tron quattro   | M | Filipe Albuquerque   | Marco Bonanomi          | René Rast                |
| 12        |  | Rebellion Racing          | Rebellion R-One-AER       | M | Nicolas Prost        | Nick Heidfeld           | Mathias Beche            |
| 13        |  | Rebellion Racing          | Rebellion R-One-AER       | M | Alexandre Imperatori | Dominik Kraihamer       | Daniel Abt               |
| 17        |  | Porsche Team              | Porsche 919 Hybrid        | M | Timo Bernhard        | Mark Webber             | Brendon Hartley          |
| 18        |  | Porsche Team              | Porsche 919 Hybrid        | M | Romain Dumas         | Neel Jani               | Marc Lieb                |
| 19        |  | Porsche Team              | Porsche 919 Hybrid        | M | Nico Hülkenberg      | Earl Bamber             | Nick Tandy               |
| 21        |  | Nissan Motorsports        | Nissan GT-R LM Nismo      | M | Tsugio Matsuda       | Mark Shulzhitskiy (en)  | Lucas Ordóñez            |
| 22        |  | Nissan Motorsports        | Nissan GT-R LM Nismo      | M | Harry Tincknell      | Michael Krumm           | Alex Buncombe (en)       |
| 23        |  | Nissan Motorsports        | Nissan GT-R LM Nismo      | M | Olivier Pla          | Jann Mardenborough      | Max Chilton              |
| LMP2      |  |                           |                           |   |                      |                         |                          |
| 26        |  | G-Drive Racing            | Ligier JS P2-Nissan       | D | Roman Rusinov        | Julien Canal            | Sam Bird                 |
| 27        |  | SMP Racing                | BR01-Nissan               | D | Maurizio Mediani     | David Markozov          | Nicolas Minassian        |
| 28        |  | G-Drive Racing            | Ligier JS P2-Nissan       | D | Gustavo Yacamán      | Pipo Derani             | Ricardo González         |
| 29        |  | Pegasus Racing Team Total | Morgan LMP2-Nissan        | D | Léo Roussel          | Ho-Pin Tung             | David Cheng              |
| 30        |  | Extreme Speed Motorsports | Ligier JS P2-HPD          | D | Scott Sharp          | Ryan Dalziel            | David Heinemeier Hansson |
| 31        |  | Extreme Speed Motorsports | Ligier JS P2-HPD          | D | Ed Brown             | Johannes van Overbeek   | Jon Fogarty              |
| 34        |  | Oak Racing Team Asia      | Ligier JS P2-HPD          | D | Chris Cumming (de)   | Laurens Vanthoor        | Kévin Estre              |
| 35        |  | Oak Racing                | Ligier JS P2-Nissan       | D | Jacques Nicolet      | Jean-Marc Merlin        | Erik Maris               |
| 36        |  | Signatech Alpine          | Alpine A450b-Nissan       | D | Nelson Panciatici    | Paul-Loup Chatin        | Vincent Capillaire       |
| 37        |  | SMP Racing                | BR01-Nissan               | D | Mikhail Aleshin      | Kirill Ladygin          | Anton Ladygin (de)       |
| 38        |  | Jota Sport                | Gibson 015S-Nissan        | D | Simon Dolan          | Mitch Evans             | Oliver Turvey            |
| 40        |  | Krohn Racing              | Ligier JS P2-Judd         | M | Tracy Krohn          | Niclas Jönsson          | João Barbosa             |
| 41        |  | Greaves Motorsport        | Gibson 015S-Nissan        | D | Gary Hirsch          | Gaëtan Paletou          | Jon Lancaster            |
| 42        |  | Strakka Racing            | Dome S103-Nissan          | M | Nick Leventis        | Danny Watts             | Jonny Kane               |
| 43        |  | Team Sard-Morand          | Morgan LMP2 EVO-SARD      | D | Pierre Ragues        | Oliver Webb             | Zoël Amberg (en)         |
| 45        |  | Ibañez Racing             | Oreca 03R-Nissan          | D | José Ibañez          | Pierre Perret           | Ivan Bellarosa           |
| 46        |  | Thiriet by TDS Racing     | Oreca 05-Nissan           | D | Pierre Thiriet       | Ludovic Badey           | Tristan Gommendy         |
| 47        |  | KCMG                      | Oreca 05-Nissan           | D | Matthew Howson       | Richard Bradley         | Nicolas Lapierre         |
| 48        |  | Murphy Prototypes         | Oreca 03R-Nissan          | D | Karun Chandhok       | Mark Patterson          | Nathanaël Berthon        |
| LMGTE Pro |  |                           |                           |   |                      |                         |                          |
| 51        |  | AF Corse                  | Ferrari 458 Italia GT2    | M | Gianmaria Bruni      | Toni Vilander           | Giancarlo Fisichella     |
| 63        |  | Corvette Racing           | Chevrolet Corvette C7.R   | M | Jan Magnussen        | Antonio García          | Ryan Briscoe             |
| 64        |  | Corvette Racing           | Chevrolet Corvette C7.R   | M | Oliver Gavin         | Tommy Milner            | Jordan Taylor            |
| 71        |  | AF Corse                  | Ferrari 458 Italia GT2    | M | Davide Rigon         | James Calado            | Olivier Beretta          |
| 91        |  | Porsche Team Manthey      | Porsche 911 RSR (991)     | M | Richard Lietz        | Michael Christensen     | Jörg Bergmeister         |
| 92        |  | Porsche Team Manthey      | Porsche 911 RSR (991)     | M | Patrick Pilet        | Frédéric Makowiecki     | Wolf Henzler             |
| 95        |  | Aston Martin Racing       | Aston Martin Vantage GTE  | M | Marco Sørensen       | Nicki Thiim             | Christoffer Nygaard      |
| 97        |  | Aston Martin Racing       | Aston Martin Vantage GTE  | M | Darren Turner        | Stefan Mücke            | Rob Bell                 |
| 99        |  | Aston Martin Racing       | Aston Martin Vantage GTE  | M | Fernando Rees        | Alex MacDowall          | Richie Stanaway          |
| LMGTE Am  |  |                           |                           |   |                      |                         |                          |
| 50        |  | Larbre Compétition        | Chevrolet Corvette C7.R   | M | Gianluca Roda        | Paolo Ruberti           | Kristian Poulsen         |
| 53        |  | Riley Motorsports-TI Auto | Dodge Viper GTS-R         | M | Jeroen Bleekemolen   | Ben Keating             | Marc Miller (de)         |
| 55        |  | AF Corse                  | Ferrari 458 Italia GT2    | D | Duncan Cameron       | Matt Griffin            | Alex Mortimer            |
| 61        |  | AF Corse                  | Ferrari 458 Italia GT2    | D | Peter Ashley Mann    | Raffaele Giammaria (en) | Matteo Cressoni          |
| 62        |  | Scuderia Corsa            | Ferrari 458 Italia GT2    | M | Bill Sweedler (de)   | Townsend Bell           | Jeff Segal               |
| 66        |  | JMW Motorsport            | Ferrari 458 Italia GT2    | D | Abdulaziz Al Faisal  | Kuba Giermaziak (de)    | Michael Avenatti (en)    |
| 67        |  | Team AAI                  | Porsche 911 GT3 RSR (997) | M | Jun-San Chen (de)    | Alex Kapadia            | Xavier Maassen           |
| 68        |  | Team AAI                  | Porsche 911 RSR (991)     | M | Han-Chen Chen (de)   | Gilles Vannelet         | Mike Parisy              |
| 72        |  | SMP Racing                | Ferrari 458 Italia GT2    | D | Viktor Shaytar       | Andrea Bertolini        | Aleksey Basov (en)       |
| 77        |  | Dempsey-Proton Racing     | Porsche 911 RSR (991)     | M | Patrick Dempsey      | Patrick Long            | Marco Seefried           |
| 83        |  | AF Corse                  | Ferrari 458 Italia GT2    | M | François Perrodo     | Emmanuel Collard        | Rui Águas                |
| 88        |  | Abu Dhabi-Proton Racing   | Porsche 911 RSR (991)     | M | Christian Ried       | Khaled Al Qubaisi       | Klaus Bachler            |
| 96        |  | Aston Martin Racing       | Aston Martin Vantage GTE  | M | Roald Goethe         | Stuart Hall             | Francesco Castellacci    |
| 98        |  | Aston Martin Racing       | Aston Martin Vantage GTE  | M | Paul Dalla Lana      | Pedro Lamy              | Mathias Lauda            |

### Réservistes
| Réservistes | Réservistes | Réservistes | Réservistes | Réservistes        | Réservistes            | Réservistes | Réservistes         | Réservistes      | Réservistes       |
| Ordre       | Classe      | No.         | Pays        | Équipe             | Voiture                | Pneu        | Pilote 1            | Pilote 2         | Pilote 3          |
| ----------- | ----------- | ----------- | ----------- | ------------------ | ---------------------- | ----------- | ------------------- | ---------------- | ----------------- |
| 1           | LMP2        | 49          |             | KCMG               | Oreca 03.R-Nissan      | D           | Tomonobu Fujii      | Satoshi Hoshino  | Christian Klien   |
| 2           | LMGTE Am    | 60          |             | Formula Racing     | Ferrari 458 Italia GT2 | D           | Johnny Laursen (de) | Mikkel Mac       | Christina Nielsen |
| 3           | LMGTE Am    | 86          |             | Gulf Racing UK     | Porsche 911 RSR (991)  | D           | Michael Wainwright  | Adam Carroll     | Phil Keen         |
| 4           | LMGTE Am    | 65          |             | Proton Competition | Porsche 911 RSR (991)  | D           |                     |                  |                   |
| 5           | LMP2        | 44          |             | Ibañez Racing      | Oreca 03R-Nissan       | D           | Michele La Rosa     | Yutaka Yamagishi |                   |

Note : Wolf Henzler a été inscrit en 1er pilote chez Proton Competition mais a depuis été officialisé chez Porsche Team Manthey. Même chose pour Pierre Perret qui est inscrit sur la no 44 réserviste de Ibañez Racing et sur la no 45 qui est sur la liste des engagés. Idem pour Alexandre Imperatori sur liste complémentaire chez KCMG et confirmé chez Rebellion Racing.

## Séances de qualifications

### Classement
Le leader de chaque catégorie et le meilleur temps au tour de chaque jour sont inscrits en gras. Le meilleur temps au tour de chaque voiture est inscrit sur fond grisé.
| Pos | n° | Écurie                    | Cat.    | Session 1 10/06/2015 22h / 24h | Session 2 11/06/2015 | Session 2 11/06/2015 |
| Pos | n° | Écurie                    | Cat.    | Session 1 10/06/2015 22h / 24h | 19h / 21h            | 22h / 24h            |
| --- | -- | ------------------------- | ------- | ------------------------------ | -------------------- | -------------------- |
| 1   | 18 | Porsche Team              | LMP1    | 3 min 16 s 887                 | 3 min 20 s 974       | 3 min 21 s 119       |
| 2   | 17 | Porsche Team              | LMP1    | 3 min 17 s 767                 | 3 min 20 s 980       | 3 min 21 s 065       |
| 3   | 19 | Porsche Team              | LMP1    | 3 min 19 s 297                 | 3 min 18 s 862       | 3 min 22 s 097       |
| 4   | 8  | Audi Sport Team Joest     | LMP1    | 3 min 19 s 866                 | 3 min 21 s 681       | 3 min 22 s 678       |
| 5   | 7  | Audi Sport Team Joest     | LMP1    | 3 min 21 s 839                 | 3 min 20 s 561       | 3 min 20 s 967       |
| 6   | 9  | Audi Sport Team Joest     | LMP1    | 3 min 21 s 081                 | 3 min 22 s 494       | 3 min 20 s 997       |
| 7   | 2  | Toyota Racing             | LMP1    | 3 min 23 s 543                 | 3 min 26 s 580       | 3 min 23 s 738       |
| 8   | 1  | Toyota Racing             | LMP1    | 3 min 23 s 767                 | 3 min 25 s 233       | 3 min 24 s 562       |
| 9   | 12 | Rebellion Racing          | LMP1    | 3 min 26 s 874                 | 3 min 28 s 745       | 3 min 28 s 053       |
| 10  | 13 | Rebellion Racing          | LMP1    | 3 min 31 s 933                 | 3 min 38 s 044       | 3 min 28 s 930       |
| 11  | 4  | ByKolles Racing           | LMP1    | 3 min 40 s 368                 | 3 min 36 s 825       | 3 min 37 s 167       |
| 12  | 22 | Nissan Motorsports        | LMP1    | 3 min 41 s 400                 | 3 min 42 s 230       | 3 min 36 s 995       |
| 13  | 23 | Nissan Motorsports        | LMP1    | 3 min 38 s 468                 | 3 min 38 s 954       | 3 min 37 s 291       |
| 14  | 47 | KCMG                      | LMP2    | 3 min 38 s 032                 | 3 min 40 s 624       | 3 min 39 s 147       |
| 15  | 21 | Nissan Motorsports        | LMP1    | 3 min 51s 289                  | 3 min 39 s 992       | 3 min 38 s 691       |
| 16  | 26 | G-Drive Racing            | LMP2    | 3 min 39 s 867                 | 3 min 47 s 713       | 3 min 38 s 939       |
| 17  | 41 | Greaves Motorsport        | LMP2    | 3 min 38 s 958                 | 3 min 44 s 123       | 3 min 41 s 722       |
| 18  | 38 | Jota Sport                | LMP2    | 3 min 39 s 004                 | 3 min 45 s 770       | 3 min 40 s 920       |
| 19  | 36 | Signatech Alpine          | LMP2    | 3 min 40 s 438                 | 3 min 41 s 477       | 3 min 39 s 699       |
| 20  | 46 | Thiriet By TDS Racing     | LMP2    | 3 min 39 s 923                 | 3 min 40 s 441       | 3 min 39 s 805       |
| 21  | 34 | OAK Racing                | LMP2    | 3 min 40 s 058                 | 3 min 43 s 853       | 3 min 40 s 078       |
| 22  | 48 | Murphy Prototypes         | LMP2    | 3 min 44 s 513                 | 3 min 41 s 827       | 3 min 40 s 690       |
| 23  | 28 | G-Drive Racing            | LMP2    | 3 min 40 s 967                 | 3 min 46 s 504       | 3 min 42 s 053       |
| 24  | 43 | Team Sard-Morand          | LMP2    | 3 min 42 s 015                 |                      | 3 min 41 s 250       |
| 25  | 29 | Pegasus Racing            | LMP2    | 3 min 42 s 023                 | 3 min 43 s 824       | 3 min 43 s 850       |
| 26  | 27 | SMP Racing                | LMP2    | 3 min 42 s 077                 | 3 min 54 s 065       | 3 min 43s 729        |
| 27  | 42 | Strakka Racing            | LMP2    | 3 min 42 s 237                 | 3 min 44 s 704       | 3 min 43 s 750       |
| 28  | 37 | SMP Racing                | LMP2    | 3 min 42 s 417                 | 3 min 52 s 383       | 3 min 43 s 549       |
| 29  | 30 | Extreme Speed Motorsports | LMP2    | 3 min 44 s 675                 | 3 min 42 s 862       | 3 min 42 s 453       |
| 30  | 31 | Extreme Speed Motorsports | LMP2    | 3 min 46 s 165                 | 3 min 44 s 631       | 3 min 46 s 585       |
| 31  | 40 | Krohn Racing              | LMP2    | 3 min 44 s 899                 | 3 min 44 s 854       | 3 min 45 s 491       |
| 32  | 45 | Ibañez Racing             | LMP2    | 3 min 45 s 350                 |                      | 3 min 48 s 220       |
| 33  | 35 | OAK Racing                | LMP2    | 3 min 53 s 843                 | 3 min 59 s 244       | 3 min 53 s 995       |
| 34  | 99 | Aston Martin Racing       | GTE Pro | 3 min 54 s 928                 | 3 min 59 s 263       | 3 min 57 s 041       |
| 35  | 51 | AF Corse                  | GTE Pro | 3 min 59 s 815                 | 3 min 57 s 503       | 3 min 55 s 025       |
| 36  | 98 | Aston Martin Racing       | GTE Am  | 3 min 55 s 102                 | 4 min 00 s 110       | 3 min 59 s 081       |
| 37  | 97 | Aston Martin Racing       | GTE Pro | 3 min 55 s 466                 | 3 min 57 s 447       | 3 min 57 s 219       |
| 38  | 71 | AF Corse                  | GTE Pro | 3 min 57 s 216                 | 3 min 58 s 398       | 3 min 55 s 582       |
| 39  | 95 | Aston Martin Racing       | GTE Pro | 3 min 55 s 783                 | 3 min 58 s 983       | 3 min 55 s 848       |
| 40  | 63 | Corvette Racing           | GTE Pro | 3 min 55 s 963                 | 3 min 59 s 754       |                      |
| 41  | 91 | Porsche Team Manthey      | GTE Pro | 3 min 57 s 192                 | 3 min 57 s 843       | 3 min 56 s 618       |
| 42  | 83 | AF Corse                  | GTE Am  | 3 min 56 s 723                 | 4 min 03 s 641       | 3 min 57 s 884       |
| 43  | 72 | SMP Racing                | GTE Am  | 3 min 57 s 271                 | 3 min 58 s 837       | 3 min 56 s 877       |
| 44  | 92 | Porsche Team Manthey      | GTE Pro | 3 min 57 s 667                 | 3 min 58 s 721       | 3 min 56 s 922       |
| 45  | 64 | Corvette Racing           | GTE Pro | 3 min 57 s 081                 | 4 min 00 s 025       | 3 min 58 s 689       |
| 46  | 53 | Riley Motorsports         | GTE Am  | 3 min 59 s 054                 | 4 min 01 s 501       | 3 min 57 s 836       |
| 47  | 77 | Dempsey-Proton Racing     | GTE Am  | 3 min 58 s 822                 | 4 min 08 s 157       | 3 min 57 s 842       |
| 48  | 88 | Abu Dhabi-Proton Racing   | GTE Am  | 3 min 58 s 259                 | 4 min 02 s 361       | 3 min 58 s 771       |
| 49  | 55 | AF Corse                  | GTE Am  | 3 min 59 s 091                 | 4 min 03 s 765       | 3 min 58 s 433       |
| 50  | 61 | AF Corse                  | GTE Am  | 4 min 02 s 544                 | 4 min 00 s 311       | 3 min 58 s 695       |
| 51  | 62 | Scuderia Corsa            | GTE Am  | 3 min 58 s 946                 | 4 min 05 s 332       | 4 min 03 s 162       |
| 52  | 50 | Larbre Competition        | GTE Am  | 3 min 59 s 522                 | 4 min 02 s 871       | 3 min 59 s 566       |
| 53  | 66 | JMW Motorsport            | GTE Am  | 4 min 00 s 551                 | 4 min 03 s 881       | 3 min 59 s 612       |
| 54  | 96 | Aston Martin Racing       | GTE Am  | 4 min 01 s 160                 | 4 min 04 s 193       | 4 min 01 s 146       |
| 55  | 68 | Team AAI                  | GTE Am  | 4 min 03 s 117                 | 4 min 02 s 789       | 4 min 01 s 243       |
| 56  | 67 | Team AAI                  | GTE Am  | 4 min 04 s 827                 | 4 min 05 s 137       | 4 min 01 s 270       |

## Nombre de pilotes qualifiés pour la course
168 pilotes de 30 nationalités se qualifient pour cette quatre-vingt-troisième édition des 24 Heures du Mans mais trois d'entre eux ne seront pas au départ à la suite du retrait d'une voiture.
| 31 Français     | 28 Britanniques | 17 Américains | 15 Allemands  | 12 Italiens |
| 8 Russes        | 8 Suisses       | 7 Danois      | 5 Autrichiens | 5 Portugais |
| 4 Néo-Zélandais | 3 Brésiliens    | 2 Australiens | 2 Canadiens   | 2 Chinois   |
| 2 Espagnols     | 2 Japonais      | 2 Néerlandais | 2 Taïwanais   | 1 Belge     |
| 1 Colombien     | 1 Émirien       | 1 Finlandais  | 1 Indien      | 1 Irlandais |
| 1 Mexicain      | 1 Monégasque    | 1 Polonais    | 1 Saoudien    | 1 Suédois   |

## Course

### Classements intermédiaires
| Pos. | Après la 1re heure | Après la 1re heure                                                                 | Après 6 heures | Après 6 heures                                                                     | Après 12 heures | Après 12 heures                                                                    | Après 18 heures | Après 18 heures                                                                    |
| Pos. | n°                 | Voiture / Pilotes                                                                  | n°             | Voiture / Pilotes                                                                  | n°              | Voiture / Pilotes                                                                  | n°              | Voiture / Pilotes                                                                  |
| ---- | ------------------ | ---------------------------------------------------------------------------------- | -------------- | ---------------------------------------------------------------------------------- | --------------- | ---------------------------------------------------------------------------------- | --------------- | ---------------------------------------------------------------------------------- |
| 1    | 17                 | Porsche Team Porsche 919 Hybrid (LMP1) Bernhard - Webber - Hartley                 | 17             | Porsche Team Porsche 919 Hybrid (LMP1) Bernhard - Webber - Hartley                 | 19              | Porsche Team Porsche 919 Hybrid (LMP1) Hülkenberg - Bamber - Tandy                 | 19              | Porsche Team Porsche 919 Hybrid (LMP1) Hülkenberg - Bamber - Tandy                 |
| 2    | 18                 | Porsche Team Porsche 919 Hybrid (LMP1) Dumas - Jani - Lieb                         | 7              | Audi Sport Team Joest Audi R18 e-tron quattro (LMP1) Lotterer - Tréluyer - Fassler | 9               | Audi Sport Team Joest Audi R18 e-tron quattro (LMP1) Albuquerque - Bonanomi - Rast | 17              | Porsche Team Porsche 919 Hybrid (LMP1) Bernhard - Webber - Hartley                 |
| 3    | 8                  | Audi Sport Team Joest Audi R18 e-tron quattro (LMP1) di Grassi - Duval - Jarvis    | 9              | Audi Sport Team Joest Audi R18 e-tron quattro (LMP1) Albuquerque - Bonanomi - Rast | 7               | Audi Sport Team Joest Audi R18 e-tron quattro (LMP1) Lotterer - Tréluyer - Fassler | 9               | Audi Sport Team Joest Audi R18 e-tron quattro (LMP1) Albuquerque - Bonanomi - Rast |
| 4    | 7                  | Audi Sport Team Joest Audi R18 e-tron quattro (LMP1) Lotterer - Tréluyer - Fassler | 18             | Porsche Team Porsche 919 Hybrid (LMP1) Dumas - Jani - Lieb                         | 17              | Porsche Team Porsche 919 Hybrid (LMP1) Bernhard - Webber - Hartley                 | 7               | Audi Sport Team Joest Audi R18 e-tron quattro (LMP1) Lotterer - Tréluyer - Fassler |
| 5    | 9                  | Audi Sport Team Joest Audi R18 e-tron quattro (LMP1) Albuquerque - Bonanomi - Rast | 19             | Porsche Team Porsche 919 Hybrid (LMP1) Hülkenberg - Bamber - Tandy                 | 8               | Audi Sport Team Joest Audi R18 e-tron quattro (LMP1) di Grassi - Duval - Jarvis    | 8               | Audi Sport Team Joest Audi R18 e-tron quattro (LMP1) di Grassi - Duval - Jarvis    |

### Déroulement de la course

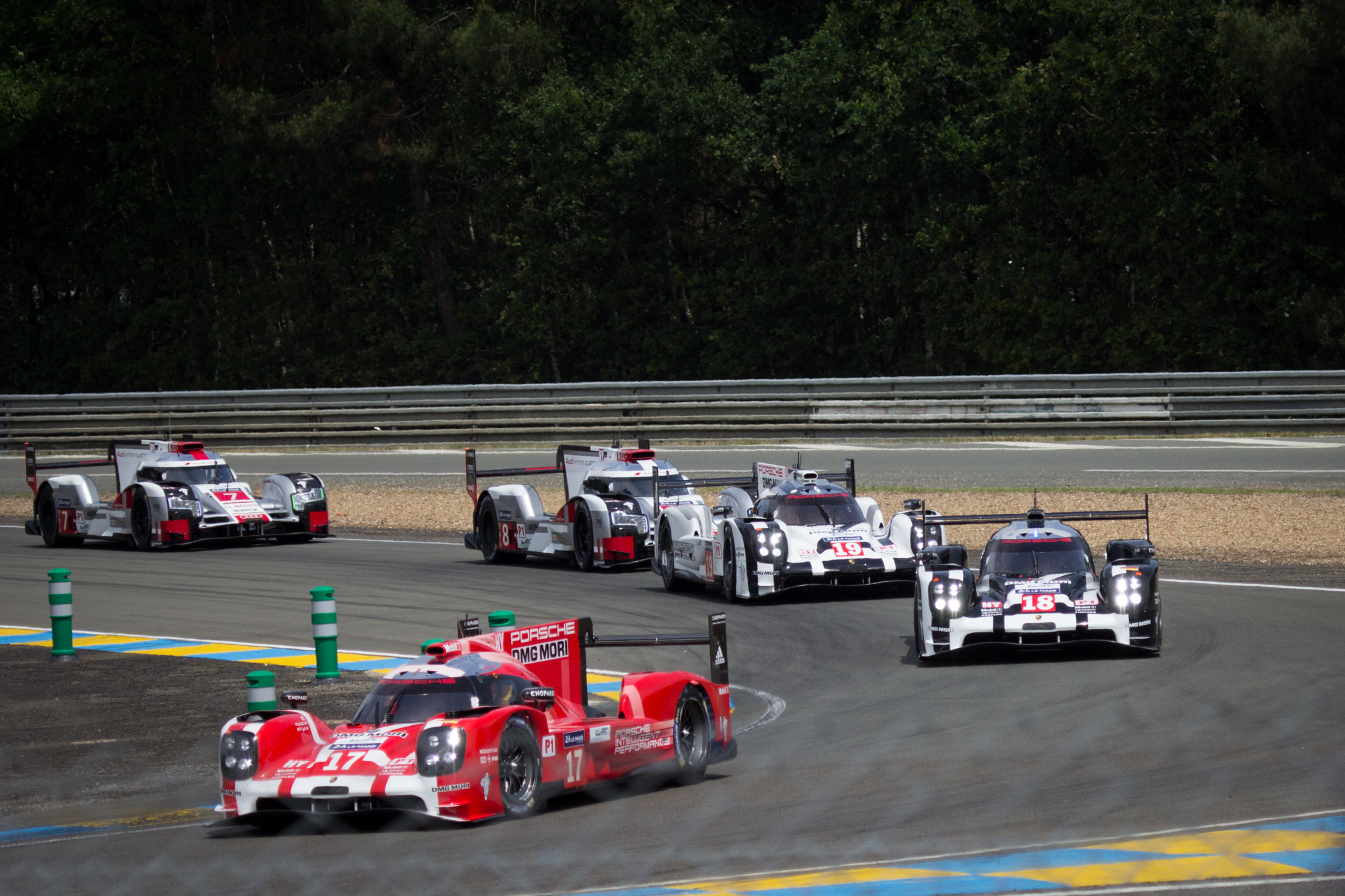
Début de course serré entre Porsche et Audi.

Le départ est lancé et dès le premier tour, la Porsche no 17 prend les commandes du classement devant la Porsche no 18. La no 19 a vite été dépassée par les Audi nos 8 et 7. La Nissan no 23 prend la piste quelques instants plus tard à la suite d'ennuis mécaniques. À la fin de la première heure, dans les Hunaudières à la première chicane, la Porsche officielle no 92 perd de l'huile, et la Rebellion no 13 et la Strakka no 42 glissent et s'accrochent sans conséquences graves pour les deux prototypes mais la no 92 prend feu quelques mètres plus loin, c'est l'abandon. La fin de la première heure se termine sous régime de la safety-car. En LMP2, la Oreca 05 no 56 du Thiriet by TDS Racing est devant la Oreca 05 du KCMG. En GTE Pro, la Ferrari no 51 et l'Aston Martin no 95 sont aux coudes à coudes.

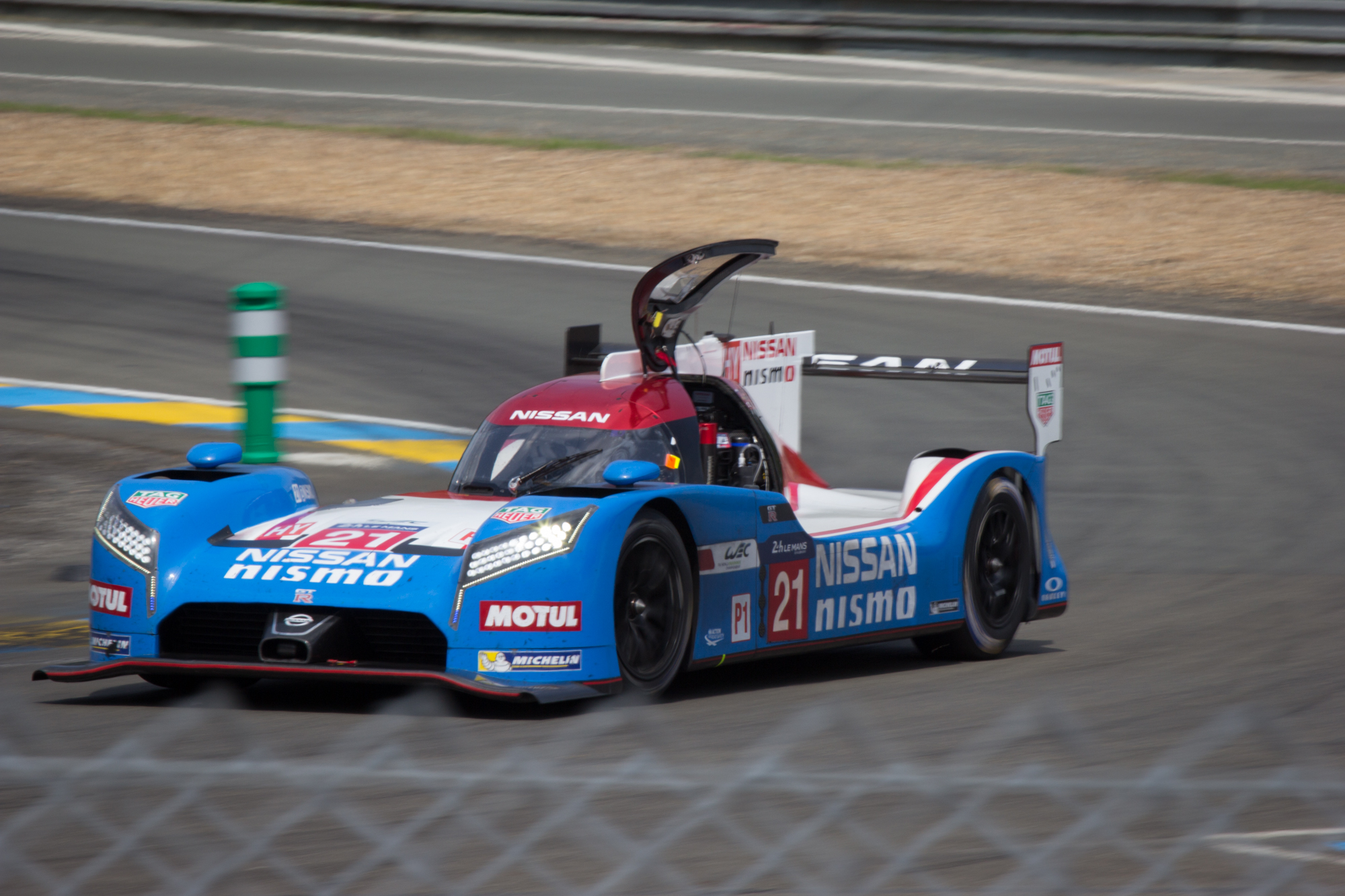
Problème de portière pour la Nissan no 21.

À 16 h 23, la course repart. La succession de leader se fait entre la Porsche no 17 de Timo Bernhard et l'Audi no 7 de Lotterer légèrement au-dessus en matière de vitesse avec un impressionnant 3 min 19 s 931 en course. L'Audi no 7 arrive à prendre l'avantage en fin d'heure. En ce début de 3e heure, l'Audi no 7, solide leader avec une bonne marge d'avance sur la Porsche no 17 rentre au stand pour un arrêt sans histoire avant de repartir. L'Audi no 7 revient trois tours plus tard à son stand, victime d'une crevaison lente, elle repart en 5e position. Moment d’incompréhension au niveau de la slow-zone et des drapeaux jaunes juste avant Indianapolis. À pleine vitesse avec la Porsche no 18, l'Audi no 8 tente de ralentir devant un groupe de GT mais elle est accrochée par une Ferrari, part en tête à queue et termine dans les rails de sécurité. Le pilote Audi Loïc Duval réussi à regagner son stand et seulement trois minutes suffisent pour réparer avant de revenir sur la piste. La 3e heure se termine sous régime de safety-car avec la Porsche no 17 en tête.
18 h 42, la course reprend après 45 minutes de neutralisation. La Porsche no 17 mène devant l'Audi no 9 et l'Audi no 7. En GTE Am, Corvette, les deux Aston Martin, et deux Ferrari se disputent la première place. La bagarre continue entre Audi et Porsche, Toyota reste en retrait derrière les deux firmes allemandes. L'Audi no 9 et son jeune équipage explose le chrono avec un 3 min 18 s 447 et un 3 min 17 s 645. La no 17 garde la tête face aux Audi nos 9 et 7. En GTE Pro, la Corvette no 64 et l'Aston Martin no 97 se livrent un duel pour la première place. La Porsche no 88 abandonne durant la 5e heure, moteur cassé.

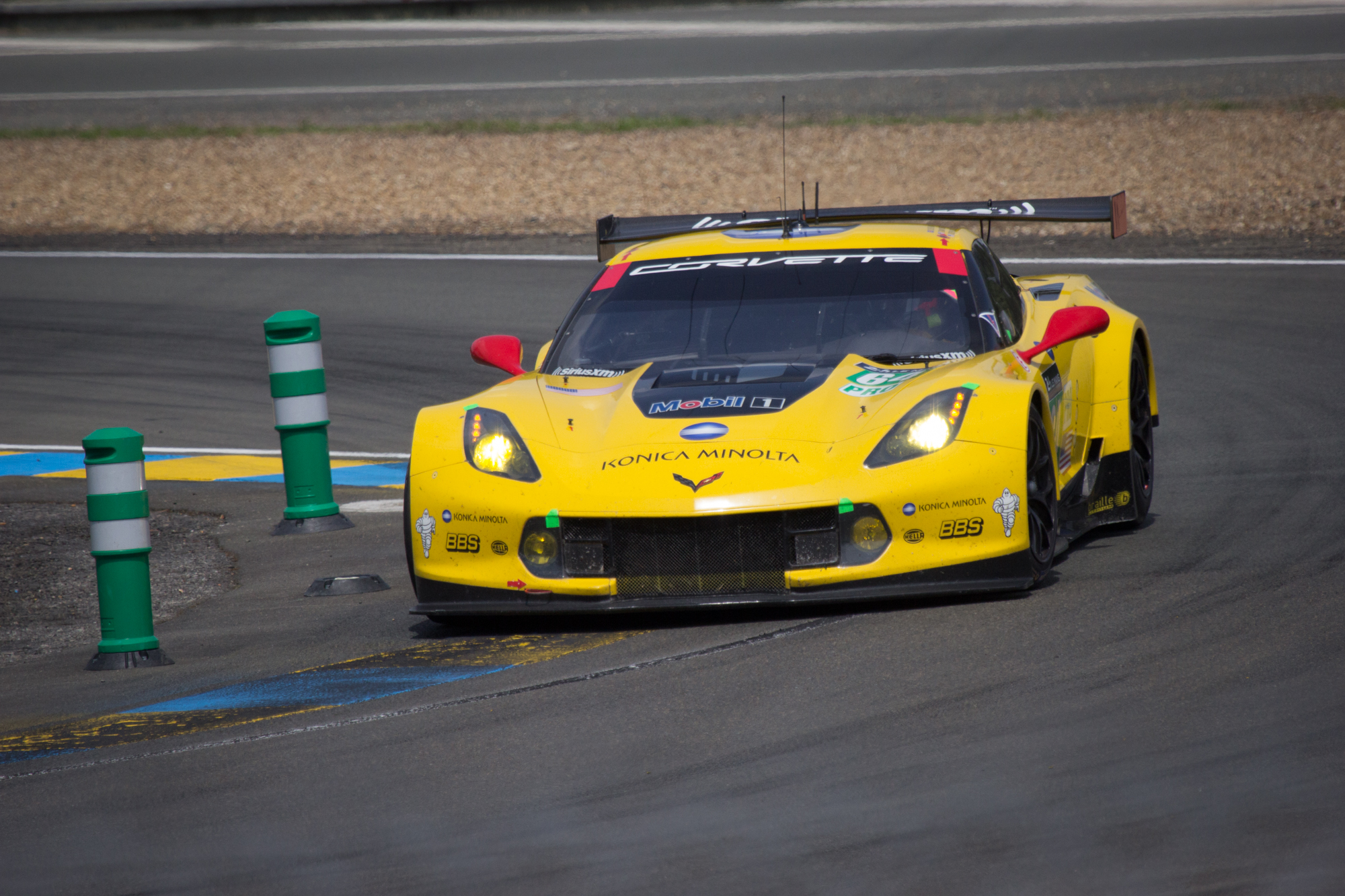
La Corvette no 64, solide leader de sa catégorie.

La sixième heure débute et les changements de leaders se font à la suite de la programmation des arrêts entre l'Audi no 9 et la Porsche no 17 ; l'Audi no 7 n'est pas loin derrière à la 3e place. La Toyota no 1 a abîmé son aile avant droite et passe par son box pour réparer et perd une dizaine de minutes. Après sept heures de course, la no 7, la no 9 et la no 17 ne se lâchent pas, prenant la tête chacun à son tour. En LMP2, la Oreca du KCMG reste le solide leader de sa catégorie. La Corvette no 64 est en tête de sa catégorie GTE Pro et l'Aston Martin no 98 en tête du GTE Am. Les trois Nissan sont pour l'instant 20e pour la no 22, 38e pour la no 21 et 42e pour la no 23. 22 h 4, la Porsche no 18 de Romain Dumas tire en tout droit à Mulsanne. La voiture tape le mur de pneumatiques mais elle regagne son stand et change son capot, elle repart en 5e position faisant profiter la Porsche no 19 qui monte sur le podium. À 22 h 41, l'Alpine no 36 fait une violente sortie de piste à Mulsanne, elle ne repartira pas. La fin de la 8e heure se fera sous régime de la safety-car. Classement LMP1 : Audi no 9, Porsche no 17, Porsche no 19. LMP2 : Oreca no 47, Oreca no 46, Ligier no 26. GTE Pro : Corvette no 64, Aston Martin no 97, Aston Martin no 99. GTE Am : Aston Martin no 98, Ferrari no 83, Ferrari no 72.

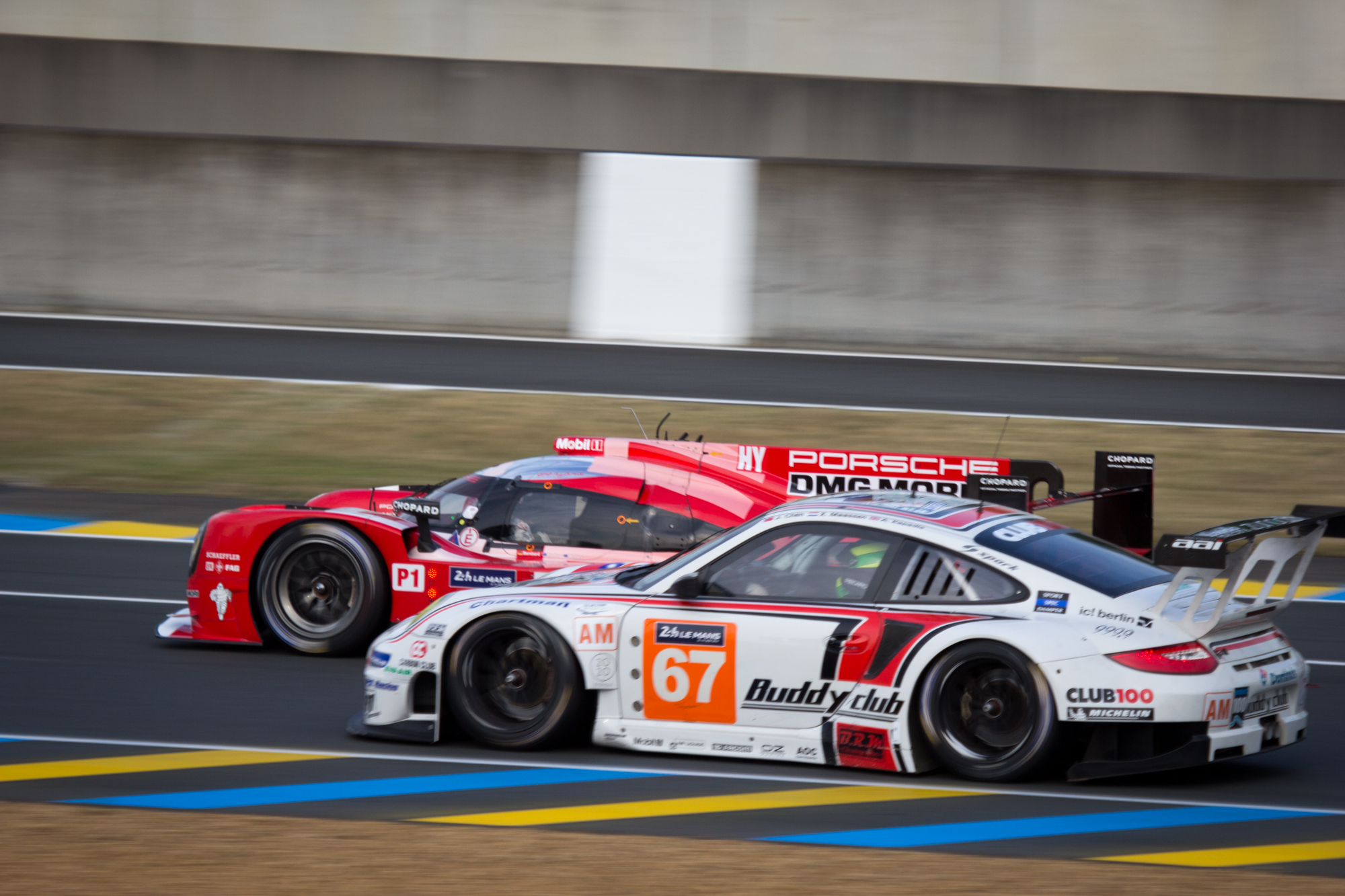
La Porsche 919 Hybrid no 17 et la Porsche 911 GT3 RSR (997) no 67 de Team AAI.

À 23 h 30, la Porsche no 17 de Mark Webber écope d'une pénalité d'une minute pour un dépassement sous drapeau jaune. La no 19 prend la tête devant les deux Audi nos 9 et 7. Casse moteur chez Aston Martin, en GTE Pro, de la no 97 en lutte avec la Corvette pour la première place de la catégorie. Durant la 10e heure, les trois Nissan rencontrent des problèmes. La no 21 tente de regagner son stand à la suite d'un problème du train avant droit affaissé. La no 22 a perdu son capot en roulant sur un débris et la no 23 effectue un tout droit à Arnage. Tout droit de la Porsche no 18 à Mulsanne, encore. Des problèmes de freins vont encore ralentir la course de la no 18. Elle repart changer son capot une nouvelle fois. Du côté des leaders l'Audi no 7 et la Porsche no 19 se succèdent à la tête de la course à la suite de la programmation des arrêts au stand. Abandon de la Nissan no 21.

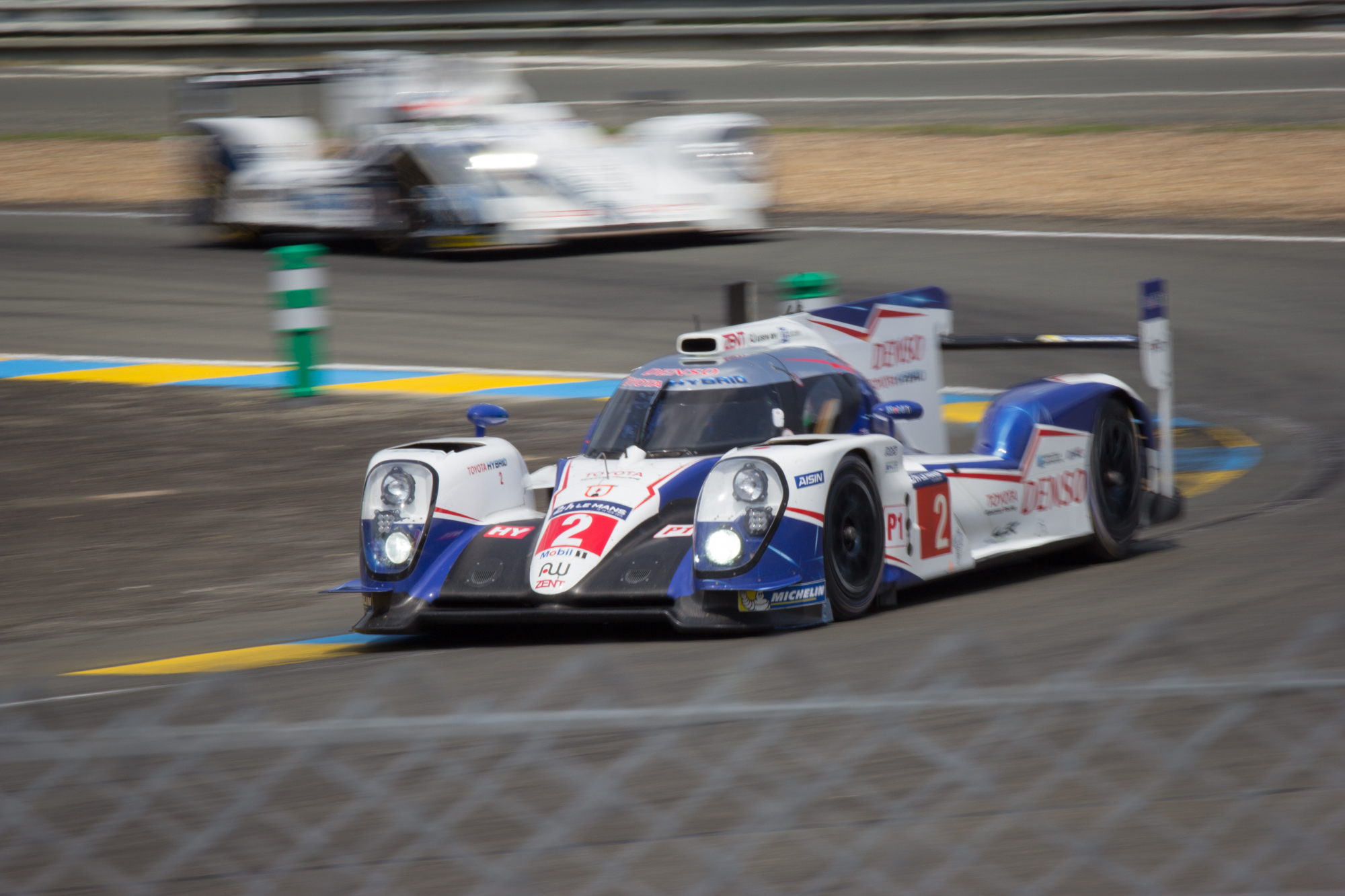
Toyota réalise une course anonyme.

Après 12 heures de course, la no 19 et la no 9 sont roues dans roues. En LMP2, la no 47 du KCMG est confortablement en tête. L'Aston Martin no 99 est en tête du GTE Pro mais la Corvette no 64 n'est pas loin. Après 13 heures de course, la Porsche no 19 se place devant l'Audi no 7. L'Aston Martin no 99 est toujours devant la Corvette no 64, là aussi les changements de leader se font après chaque arrêt au stand. À la 14e heure, les Audi et Porsche tiennent un rythme dans les 3 min 20 s. Premier tournant dans cette course, la Porsche no 19 après son ravitaillement va conserver sa place de leader.
Après 15 heures de course, la no 19 continue sa course sans embûche avec un équipage pourtant inexpérimenté au Mans. Earl Bamber réalise un temps en 3 min 18 s 586. L'écart entre la no 19 et la no 7 est de 55 secondes. En GTE Pro, la Ferrari no 51, champion du monde d'endurance 2014 et vainqueur de sa catégorie au Mans l'an dernier, est devant la Corvette no 64. Début de la 16e heure et l'abandon de la Oreca du Thiriet Racing à la suite d'une collision avec l'Aston Martin no 99. L'Audi no 7 à la suite d'ennuis techniques va rentrer dans son stand. Début de la 17e heure, l'Audi no 7 reprend la piste après s'être arrêtée six minutes dans son box.
Début de la 18e heure et la Porsche no 17 de Mark Webber passe devant l'Audi no 9 mais la no 9 récupère plus tard sa 2e place avec l'arrêt de la no 17 et vice-versa. Les Toyota, elles, occupent la 7e et 8e place, loin derrière. À 10 heures du matin, deux Porsche sont en tête, la no 19 et la no 17 puis les Audi nos 9 et 7. L'Audi no 7 de André Lotterer réalise un temps en 3 min 17 s 476, tour le plus rapide en course de tous les temps, mais les soucis s’accumulent pour Audi puisque la no 9 et la no 7 rentrent dans leurs box à la 20e heure pour des problèmes sur le système hybride. Audi est en train de perdre la course. La no 7 occupe la dernière place du podium et la Porsche no 18 prend la 4e place. Début de la 22e heure, l'Audi no 7 repasse par son stand pour faire scotcher son capot. 13 h 4, la Ferrari no 51 en lutte avec la Corvette no 64 pour la première place en GTE Pro connaît un problème de boîte de vitesses dans les derniers instants de la course. Les deux Porsche no 19 et no 17 ont maintenant une avance solide sur les Audi. La Nissan no 23 abandonne.

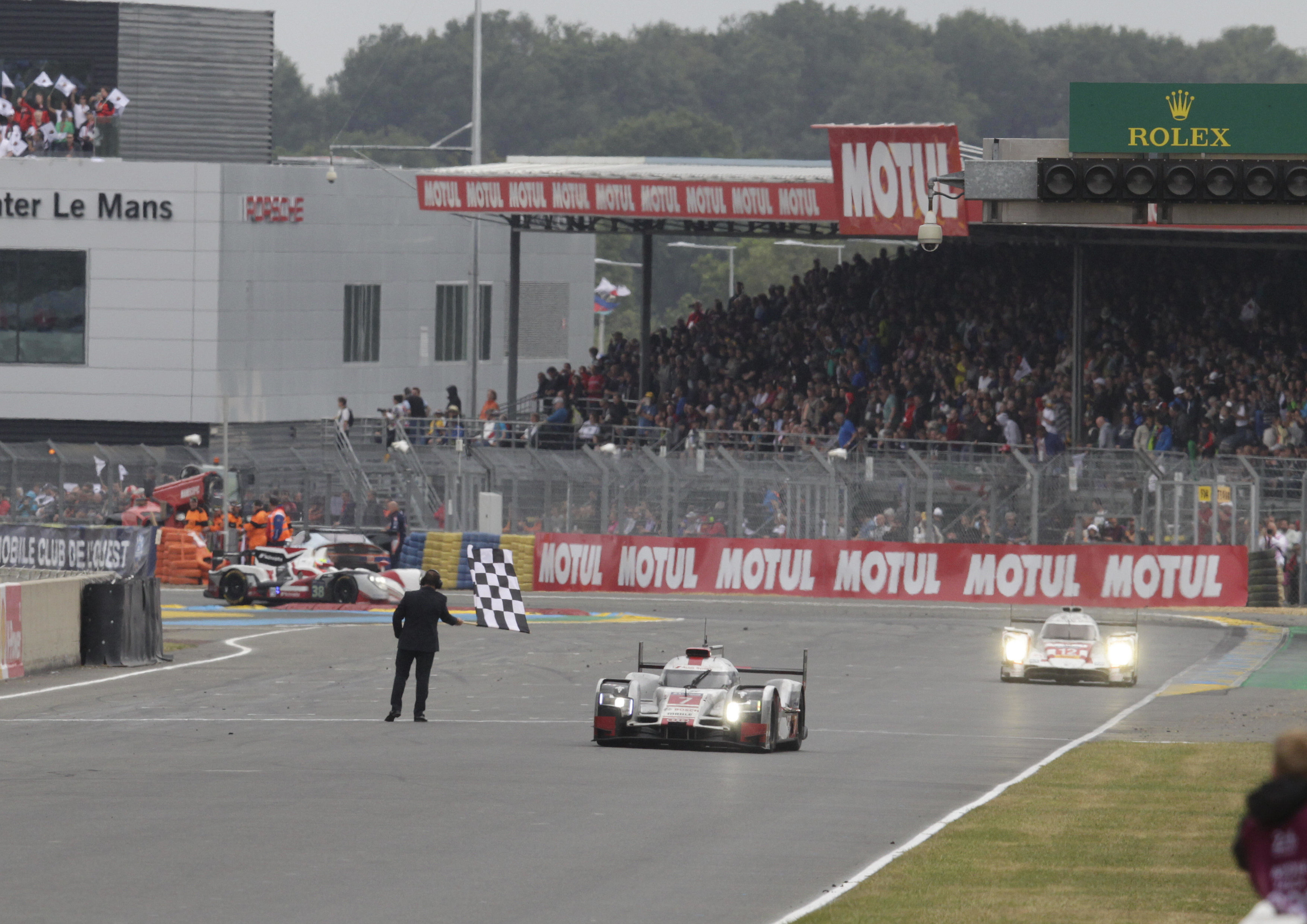
Audi vaincu, une première depuis 2009.

Les deux Porsche nos 19 et 17 franchissent la ligne devant l'Audi no 7. Porsche remporte les 24 Heures du Mans après seulement sa deuxième participation depuis son retour en 2014. C'est la 17e victoire de Porsche au Mans, 17 ans après la dernière victoire en 1998. En LMP2, l'Oreca 05 no 47 du KCMG a remporté sa catégorie. La Corvette no 64 remporte la victoire en GTE Pro, une première depuis 2011. L'édition s'annonçait mal pour l'équipe américaine avec le forfait de la Corvette no 63 avant la course. L'Aston Martin no 98 qui filait vers une victoire en catégorie GTE Am abandonne à seulement 45 minutes de l'arrivée à la suite d'une sortie de piste fatale aux virages Ford, laissant la Ferrari no 72 du SMP Racing la victoire en GTE Am.
Le record absolu du tour en course, qui était détenu par Loïc Duval depuis 2010 en 3 min 19 s 074, a été battu à deux reprises lors de la course. Une première fois par Filipe Albuquerque en 3 min 17 s 647 au 62e tour, puis par André Lotterer en 3 min 17 s 475 au 337e tour.

### Classement final de la course

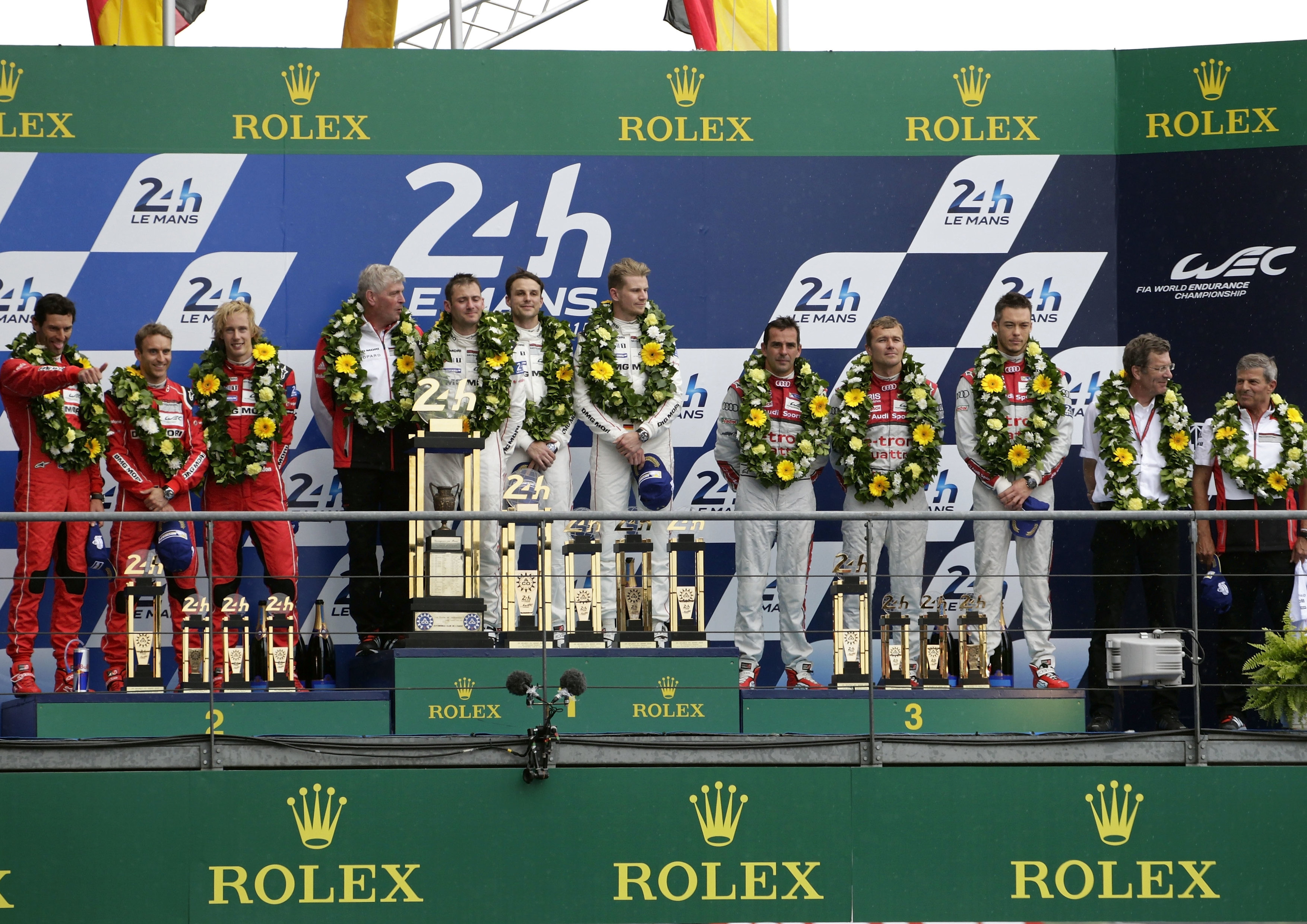
Le podium.

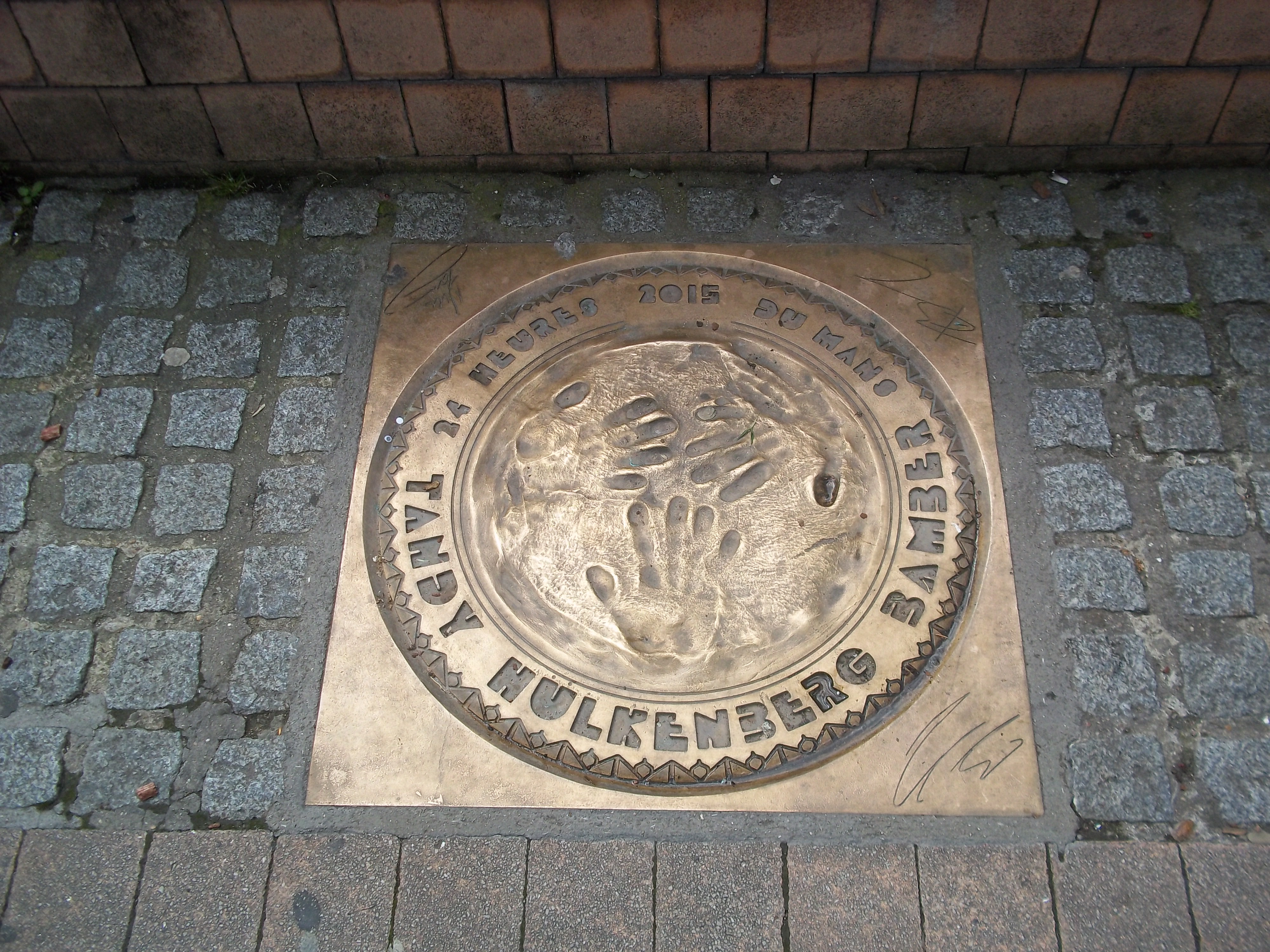
Plaque bronze de l'empreinte des pilotes vainqueurs de l'édition 2015 des 24 heures du Mans.

| Pos   | Class     | No | Équipe                    | Pilote                                                         | Châssis                      | Pneu | Tours |
| Pos   | Class     | No | Équipe                    | Pilote                                                         | Moteur                       | Pneu | Tours |
| ----- | --------- | -- | ------------------------- | -------------------------------------------------------------- | ---------------------------- | ---- | ----- |
| 1     | LMP1      | 19 | Porsche Team              | Nico Hülkenberg Earl Bamber Nick Tandy                         | Porsche 919 Hybrid           | M    | 395   |
| 1     | LMP1      | 19 | Porsche Team              | Nico Hülkenberg Earl Bamber Nick Tandy                         | Porsche 2.0 L Turbo V4       | M    | 395   |
| 2     | LMP1      | 17 | Porsche Team              | Timo Bernhard Brendon Hartley Mark Webber                      | Porsche 919 Hybrid           | M    | 394   |
| 2     | LMP1      | 17 | Porsche Team              | Timo Bernhard Brendon Hartley Mark Webber                      | Porsche 2.0 L Turbo V4       | M    | 394   |
| 3     | LMP1      | 7  | Audi Sport Team Joest     | André Lotterer Marcel Fässler Benoît Tréluyer                  | Audi R18 e-tron quattro      | M    | 393   |
| 3     | LMP1      | 7  | Audi Sport Team Joest     | André Lotterer Marcel Fässler Benoît Tréluyer                  | Audi 4.0 L Turbo Diesel V6   | M    | 393   |
| 4     | LMP1      | 8  | Audi Sport Team Joest     | Loïc Duval Lucas di Grassi Oliver Jarvis                       | Audi R18 e-tron quattro      | M    | 392   |
| 4     | LMP1      | 8  | Audi Sport Team Joest     | Loïc Duval Lucas di Grassi Oliver Jarvis                       | Audi 4.0 L Turbo Diesel V6   | M    | 392   |
| 5     | LMP1      | 18 | Porsche Team              | Marc Lieb Romain Dumas Neel Jani                               | Porsche 919 Hybrid           | M    | 391   |
| 5     | LMP1      | 18 | Porsche Team              | Marc Lieb Romain Dumas Neel Jani                               | Porsche 2.0 L Turbo V4       | M    | 391   |
| 6     | LMP1      | 2  | Toyota Gazoo Racing       | Alexander Wurz Stéphane Sarrazin Mike Conway                   | Toyota TS040 Hybrid          | M    | 387   |
| 6     | LMP1      | 2  | Toyota Gazoo Racing       | Alexander Wurz Stéphane Sarrazin Mike Conway                   | Toyota 3.7 L V8              | M    | 387   |
| 7     | LMP1      | 9  | Audi Sport Team Joest     | Marco Bonanomi Filipe Albuquerque René Rast                    | Audi R18 e-tron quattro      | M    | 387   |
| 7     | LMP1      | 9  | Audi Sport Team Joest     | Marco Bonanomi Filipe Albuquerque René Rast                    | Audi 4.0 L Turbo Diesel V6   | M    | 387   |
| 8     | LMP1      | 1  | Toyota Gazoo Racing       | Anthony Davidson Sébastien Buemi Kazuki Nakajima               | Toyota TS040 Hybrid          | M    | 386   |
| 8     | LMP1      | 1  | Toyota Gazoo Racing       | Anthony Davidson Sébastien Buemi Kazuki Nakajima               | Toyota 3.7 L V8              | M    | 386   |
| 9     | LMP2      | 47 | KCMG                      | Matthew Howson Richard Bradley Nicolas Lapierre                | Oreca 05                     | D    | 358   |
| 9     | LMP2      | 47 | KCMG                      | Matthew Howson Richard Bradley Nicolas Lapierre                | Nissan VK45DE 4.5 L V8       | D    | 358   |
| 10    | LMP2      | 38 | Jota Sport                | Simon Dolan Oliver Turvey Mitch Evans                          | Gibson 015S                  | D    | 358   |
| 10    | LMP2      | 38 | Jota Sport                | Simon Dolan Oliver Turvey Mitch Evans                          | Nissan VK45DE 4.5 L V8       | D    | 358   |
| 11    | LMP2      | 26 | G-Drive Racing            | Roman Rusinov Julien Canal Sam Bird                            | Ligier JS P2                 | D    | 358   |
| 11    | LMP2      | 26 | G-Drive Racing            | Roman Rusinov Julien Canal Sam Bird                            | Nissan VK45DE 4.5 L V8       | D    | 358   |
| 12    | LMP2      | 28 | G-Drive Racing            | Gustavo Yacamán Ricardo González Pipo Derani                   | Ligier JS P2                 | D    | 354   |
| 12    | LMP2      | 28 | G-Drive Racing            | Gustavo Yacamán Ricardo González Pipo Derani                   | Nissan VK45DE 4.5 L V8       | D    | 354   |
| 13    | LMP2      | 48 | Murphy Prototypes         | Nathanaël Berthon Karun Chandhok Mark Patterson                | Oreca 03R                    | D    | 347   |
| 13    | LMP2      | 48 | Murphy Prototypes         | Nathanaël Berthon Karun Chandhok Mark Patterson                | Nissan VK45DE 4.5 L V8       | D    | 347   |
| 14    | LMP2      | 27 | SMP Racing                | Maurizio Mediani David Markozov Nicolas Minassian              | BR01                         | M    | 340   |
| 14    | LMP2      | 27 | SMP Racing                | Maurizio Mediani David Markozov Nicolas Minassian              | Nissan VK45DE 4.5 L V8       | M    | 340   |
| 15    | LMP2      | 31 | Extreme Speed Motorsports | Ed Brown Johannes van Overbeek Jon Fogarty                     | Ligier JS P2                 | D    | 339   |
| 15    | LMP2      | 31 | Extreme Speed Motorsports | Ed Brown Johannes van Overbeek Jon Fogarty                     | HPD HR28TT 2.8 L Turbo V6    | D    | 339   |
| 16    | LMP2      | 45 | Ibañez Racing             | José Ibañez Pierre Perret Ivan Bellarosa                       | Oreca 03R                    | D    | 337   |
| 16    | LMP2      | 45 | Ibañez Racing             | José Ibañez Pierre Perret Ivan Bellarosa                       | Nissan VK45DE 4.5 L V8       | D    | 337   |
| 17    | LMGTE Pro | 64 | Corvette Racing           | Oliver Gavin Tommy Milner Jordan Taylor                        | Chevrolet Corvette C7.R      | M    | 337   |
| 17    | LMGTE Pro | 64 | Corvette Racing           | Oliver Gavin Tommy Milner Jordan Taylor                        | Chevrolet 5.5 L V8           | M    | 337   |
| 18    | LMP1      | 13 | Rebellion Racing          | Alexandre Imperatori Dominik Kraihamer Daniel Abt              | Rebellion R-One              | M    | 336   |
| 18    | LMP1      | 13 | Rebellion Racing          | Alexandre Imperatori Dominik Kraihamer Daniel Abt              | AER P60 Turbo V6             | M    | 336   |
| 19    | LMP2      | 29 | Pegasus Racing Team Total | Léo Roussel Ho-Pin Tung David Cheng                            | Morgan LMP2                  | M    | 334   |
| 19    | LMP2      | 29 | Pegasus Racing Team Total | Léo Roussel Ho-Pin Tung David Cheng                            | Nissan VK45DE 4.5 L V8       | M    | 334   |
| 20    | LMGTE Am  | 72 | SMP Racing                | Viktor Shaytar Aleksey Basov (en) Andrea Bertolini             | Ferrari 458 Italia GT2       | M    | 332   |
| 20    | LMGTE Am  | 72 | SMP Racing                | Viktor Shaytar Aleksey Basov (en) Andrea Bertolini             | Ferrari 4.5 L V8             | M    | 332   |
| 21    | LMGTE Pro | 71 | AF Corse                  | Davide Rigon James Calado Olivier Beretta                      | Ferrari 458 Italia GT2       | M    | 332   |
| 21    | LMGTE Pro | 71 | AF Corse                  | Davide Rigon James Calado Olivier Beretta                      | Ferrari 4.5 L V8             | M    | 332   |
| 22    | LMGTE Am  | 77 | Dempsey-Proton Racing     | Patrick Dempsey Patrick Long Marco Seefried                    | Porsche 911 RSR (991)        | M    | 331   |
| 22    | LMGTE Am  | 77 | Dempsey-Proton Racing     | Patrick Dempsey Patrick Long Marco Seefried                    | Porsche 4.0 L Flat-6         | M    | 331   |
| 23    | LMP1      | 12 | Rebellion Racing          | Nicolas Prost Nick Heidfeld Mathias Beche                      | Rebellion R-One              | M    | 330   |
| 23    | LMP1      | 12 | Rebellion Racing          | Nicolas Prost Nick Heidfeld Mathias Beche                      | AER P60 Turbo V6             | M    | 330   |
| 24    | LMGTE Am  | 62 | Scuderia Corsa            | Bill Sweedler (de) Townsend Bell Jeff Segal                    | Ferrari 458 Italia GT2       | M    | 330   |
| 24    | LMGTE Am  | 62 | Scuderia Corsa            | Bill Sweedler (de) Townsend Bell Jeff Segal                    | Ferrari 4.5 L V8             | M    | 330   |
| 25    | LMGTE Pro | 51 | AF Corse                  | Gianmaria Bruni Giancarlo Fisichella Toni Vilander             | Ferrari 458 Italia GT2       | M    | 330   |
| 25    | LMGTE Pro | 51 | AF Corse                  | Gianmaria Bruni Giancarlo Fisichella Toni Vilander             | Ferrari 4.5 L V8             | M    | 330   |
| 26    | LMGTE Am  | 83 | AF Corse                  | François Perrodo Emmanuel Collard Rui Águas                    | Ferrari 458 Italia GT2       | M    | 330   |
| 26    | LMGTE Am  | 83 | AF Corse                  | François Perrodo Emmanuel Collard Rui Águas                    | Ferrari 4.5 L V8             | M    | 330   |
| 27    | LMGTE Pro | 95 | Aston Martin Racing       | Christoffer Nygaard Nicki Thiim Marco Sørensen                 | Aston Martin Vantage GTE     | M    | 330   |
| 27    | LMGTE Pro | 95 | Aston Martin Racing       | Christoffer Nygaard Nicki Thiim Marco Sørensen                 | Aston Martin 4.5 L V8        | M    | 330   |
| 28    | LMP2      | 30 | Extreme Speed Motorsports | Scott Sharp Ryan Dalziel David Heinemeier Hansson              | Ligier JS P2                 | D    | 329   |
| 28    | LMP2      | 30 | Extreme Speed Motorsports | Scott Sharp Ryan Dalziel David Heinemeier Hansson              | HPD HR28TT 2.8 L Turbo V6    | D    | 329   |
| 29    | LMP2      | 35 | Oak Racing                | Jacques Nicolet Jean-Marc Merlin Erik Maris                    | Ligier JS P2                 | D    | 328   |
| 29    | LMP2      | 35 | Oak Racing                | Jacques Nicolet Jean-Marc Merlin Erik Maris                    | Nissan VK45DE 4.5 L V8       | D    | 328   |
| 30    | LMGTE Pro | 91 | Porsche Team Manthey      | Richard Lietz Michael Christensen Jörg Bergmeister             | Porsche 911 RSR (991)        | M    | 327   |
| 30    | LMGTE Pro | 91 | Porsche Team Manthey      | Richard Lietz Michael Christensen Jörg Bergmeister             | Porsche 4.0 L Flat-6         | M    | 327   |
| 31    | LMGTE Am  | 61 | AF Corse                  | Peter Ashley Mann Raffaele Giammaria (en) Matteo Cressoni      | Ferrari 458 Italia GT2       | M    | 326   |
| 31    | LMGTE Am  | 61 | AF Corse                  | Peter Ashley Mann Raffaele Giammaria (en) Matteo Cressoni      | Ferrari 4.5 L V8             | M    | 326   |
| 32    | LMP2      | 40 | Krohn Racing              | Tracy Krohn Niclas Jönsson João Barbosa                        | Ligier JS P2                 | M    | 323   |
| 32    | LMP2      | 40 | Krohn Racing              | Tracy Krohn Niclas Jönsson João Barbosa                        | Judd HK 3.6 L V8             | M    | 323   |
| 33    | LMP2      | 37 | SMP Racing                | Mikhail Aleshin Kirill Ladygin Anton Ladygin (de)              | BR01                         | M    | 322   |
| 33    | LMP2      | 37 | SMP Racing                | Mikhail Aleshin Kirill Ladygin Anton Ladygin (de)              | Nissan VK45DE 4.5 L V8       | M    | 322   |
| 34    | LMGTE Pro | 99 | Aston Martin Racing       | Fernando Rees Alex MacDowall Richie Stanaway                   | Aston Martin Vantage GTE     | M    | 320   |
| 34    | LMGTE Pro | 99 | Aston Martin Racing       | Fernando Rees Alex MacDowall Richie Stanaway                   | Aston Martin 4.5 L V8        | M    | 320   |
| 35    | LMGTE Am  | 68 | Team AAI                  | Han-Chen Chen (de) Gilles Vannelet Mike Parisy                 | Porsche 911 RSR (991)        | M    | 320   |
| 35    | LMGTE Am  | 68 | Team AAI                  | Han-Chen Chen (de) Gilles Vannelet Mike Parisy                 | Porsche 4.0 L Flat-6         | M    | 320   |
| 36    | LMGTE Am  | 66 | JMW Motorsport            | Kuba Giermaziak (de) Michael Avenatti (en) Abdulaziz Al Faisal | Ferrari 458 Italia GT2       | D    | 320   |
| 36    | LMGTE Am  | 66 | JMW Motorsport            | Kuba Giermaziak (de) Michael Avenatti (en) Abdulaziz Al Faisal | Ferrari 4.5 L V8             | D    | 320   |
| 37    | LMGTE Am  | 67 | Team AAI                  | Jun-San Chen (de) Xavier Maassen Alex Kapadia                  | Porsche 911 GT3 RSR (997)    | M    | 316   |
| 37    | LMGTE Am  | 67 | Team AAI                  | Jun-San Chen (de) Xavier Maassen Alex Kapadia                  | Porsche 4.0 L Flat-6         | M    | 316   |
| N. c. | LMGTE Am  | 98 | Aston Martin Racing       | Paul Dalla Lana Pedro Lamy Mathias Lauda                       | Aston Martin Vantage GTE     | M    | 321   |
| N. c. | LMGTE Am  | 98 | Aston Martin Racing       | Paul Dalla Lana Pedro Lamy Mathias Lauda                       | Aston Martin 4.5 L V8        | M    | 321   |
| N. c. | LMP1      | 4  | ByKolles Racing           | Simon Trummer Pierre Kaffer Tiago Monteiro                     | CLM P1/01                    | M    | 260   |
| N. c. | LMP1      | 4  | ByKolles Racing           | Simon Trummer Pierre Kaffer Tiago Monteiro                     | AER P60 Turbo V6             | M    | 260   |
| N. c. | LMP1      | 22 | Nissan Motorsports        | Harry Tincknell Alex Buncombe (en) Michael Krumm               | Nissan GT-R LM Nismo         | M    | 242   |
| N. c. | LMP1      | 22 | Nissan Motorsports        | Harry Tincknell Alex Buncombe (en) Michael Krumm               | Nissan VRX30A 3.0 L Turbo V6 | M    | 242   |
| Abd.  | LMP2      | 34 | Oak Racing                | Chris Cumming (de) Kévin Estre Laurens Vanthoor                | Ligier JS P2                 | D    | 329   |
| Abd.  | LMP2      | 34 | Oak Racing                | Chris Cumming (de) Kévin Estre Laurens Vanthoor                | HPD HR28TT 2.8 L Turbo V6    | D    | 329   |
| Abd.  | LMGTE Am  | 53 | Riley Motorsports-TI Auto | Jeroen Bleekemolen Ben Keating Marc Miller (de)                | Dodge Viper GTS-R            | M    | 304   |
| Abd.  | LMGTE Am  | 53 | Riley Motorsports-TI Auto | Jeroen Bleekemolen Ben Keating Marc Miller (de)                | Dodge 8.0 L V10              | M    | 304   |
| Abd.  | LMP2      | 42 | Strakka Racing            | Nick Leventis Jonny Kane Danny Watts                           | Dome S103                    | M    | 264   |
| Abd.  | LMP2      | 42 | Strakka Racing            | Nick Leventis Jonny Kane Danny Watts                           | Nissan VK45DE 4.5 L V8       | M    | 264   |
| Abd.  | LMGTE Am  | 55 | AF Corse                  | Duncan Cameron Alex Mortimer Matt Griffin                      | Ferrari 458 Italia GT2       | M    | 241   |
| Abd.  | LMGTE Am  | 55 | AF Corse                  | Duncan Cameron Alex Mortimer Matt Griffin                      | Ferrari 4.5 L V8             | M    | 241   |
| Abd.  | LMP1      | 23 | Nissan Motorsports        | Max Chilton Jann Mardenborough Olivier Pla                     | Nissan GT-R LM Nismo         | M    | 234   |
| Abd.  | LMP1      | 23 | Nissan Motorsports        | Max Chilton Jann Mardenborough Olivier Pla                     | Nissan VRX30A 3.0 L Turbo V6 | M    | 234   |
| Abd.  | LMP2      | 46 | Thiriet by TDS Racing     | Pierre Thiriet Ludovic Badey Tristan Gommendy                  | Oreca 05                     | D    | 204   |
| Abd.  | LMP2      | 46 | Thiriet by TDS Racing     | Pierre Thiriet Ludovic Badey Tristan Gommendy                  | Nissan VK45DE 4.5 L V8       | D    | 204   |
| Abd.  | LMGTE Am  | 96 | Aston Martin Racing       | Roald Goethe Stuart Hall Francesco Castellacci                 | Aston Martin Vantage GTE     | M    | 187   |
| Abd.  | LMGTE Am  | 96 | Aston Martin Racing       | Roald Goethe Stuart Hall Francesco Castellacci                 | Aston Martin 4.5 L V8        | M    | 187   |
| Abd.  | LMP2      | 43 | Team Sard-Morand          | Pierre Ragues Oliver Webb Zoël Amberg (en)                     | Morgan LMP2 EVO              | D    | 162   |
| Abd.  | LMP2      | 43 | Team Sard-Morand          | Pierre Ragues Oliver Webb Zoël Amberg (en)                     | SARD 3.6 L V8                | D    | 162   |
| Abd.  | LMP1      | 21 | Nissan Motorsports        | Tsugio Matsuda Lucas Ordóñez Mark Shulzhitskiy (en)            | Nissan GT-R LM Nismo         | M    | 115   |
| Abd.  | LMP1      | 21 | Nissan Motorsports        | Tsugio Matsuda Lucas Ordóñez Mark Shulzhitskiy (en)            | Nissan VRX30A 3.0 L Turbo V6 | M    | 115   |
| Abd.  | LMP2      | 36 | Signatech Alpine          | Nelson Panciatici Paul-Loup Chatin Vincent Capillaire          | Alpine A450b                 | D    | 110   |
| Abd.  | LMP2      | 36 | Signatech Alpine          | Nelson Panciatici Paul-Loup Chatin Vincent Capillaire          | Nissan VK45DE 4.5 L V8       | D    | 110   |
| Abd.  | LMGTE Pro | 97 | Aston Martin Racing       | Darren Turner Stefan Mücke Rob Bell                            | Aston Martin Vantage GTE     | M    | 110   |
| Abd.  | LMGTE Pro | 97 | Aston Martin Racing       | Darren Turner Stefan Mücke Rob Bell                            | Aston Martin 4.5 L V8        | M    | 110   |
| Abd.  | LMGTE Am  | 50 | Larbre Compétition        | Gianluca Roda Paolo Ruberti Kristian Poulsen                   | Chevrolet Corvette C7.R      | M    | 94    |
| Abd.  | LMGTE Am  | 50 | Larbre Compétition        | Gianluca Roda Paolo Ruberti Kristian Poulsen                   | Chevrolet 5.5 L V8           | M    | 94    |
| Abd.  | LMP2      | 41 | Greaves Motorsport        | Gary Hirsch Jon Lancaster Gaëtan Paletou                       | Gibson 015S                  | D    | 71    |
| Abd.  | LMP2      | 41 | Greaves Motorsport        | Gary Hirsch Jon Lancaster Gaëtan Paletou                       | Nissan VK45DE 4.5 L V8       | D    | 71    |
| Abd.  | LMGTE Am  | 88 | Abu Dhabi-Proton Racing   | Christian Ried Klaus Bachler Khaled Al Qubaisi                 | Porsche 911 RSR (991)        | M    | 44    |
| Abd.  | LMGTE Am  | 88 | Abu Dhabi-Proton Racing   | Christian Ried Klaus Bachler Khaled Al Qubaisi                 | Porsche 4.0 L Flat-6         | M    | 44    |
| Abd.  | LMGTE Pro | 92 | Porsche Team Manthey      | Patrick Pilet Frédéric Makowiecki Wolf Henzler                 | Porsche 911 RSR (991)        | M    | 14    |
| Abd.  | LMGTE Pro | 92 | Porsche Team Manthey      | Patrick Pilet Frédéric Makowiecki Wolf Henzler                 | Porsche 4.0 L Flat-6         | M    | 14    |
| N. p. | LMGTE Pro | 63 | Corvette Racing           | Jan Magnussen Antonio García Ryan Briscoe                      | Chevrolet Corvette C7.R      | M    | –     |
| N. p. | LMGTE Pro | 63 | Corvette Racing           | Jan Magnussen Antonio García Ryan Briscoe                      | Chevrolet 5.5 L V8           | M    | –     |

## Record du tour
- Meilleur tour en course : André Lotterer sur Audi R18 e-tron quattro en 3 min 17 s 475 au 337e tour [6].